# Ama-Zonas
Ama-Zonas es el sexto álbum de estudio del grupo colombiano de rock mestizo Doctor Krápula, lanzado en 2014. Es un álbum conceptual sobre la importancia de proteger la Amazonia.
El álbum cuenta con la colaboración de un conjunto de artistas reunidos por Doctor Krápula para el álbum bautizado como Colectivo Jaguar, el cuál está compuesto por artistas de diferentes países y estilos musicales, tales como Manu Chao, Celso Piña, Rubén Albarrán y EMI.
Las regalías del álbum fueron destinadas a la Fundación Terra Nova, una entidad que trabaja a favor de la cultura y la defensa del Amazonas y que aportó al álbum interludios de cantos autóctonos de comunidades indígenas.
| N.º   | Título | Duración |  |
| 1.    | «Kalusturinda» | 1:00     |  |
| 2.    | «Ama-Zonas» (con Rubén Albarrán de Café Tacvba, Roco de Maldita Vecindad y los Hijos del Quinto Patio & Moyenei de Sonidero Mestizo) | 3:37     |  |
| 3.    | «Seinekvn» (con Manu Chao) | 3:59     |  |
| 4.    | «Canto De Bufeo» (Canto de los Yaguas)                                                                                               | 0:23     |  |
| 5.    | «El rugido del jaguar» (con Superlitio)                                                                                              | 3:52     |  |
| 6.    | «Jii Ruina Ruikad Ruikadi» (Canción del Baile Murui del Baile de las Frutas (Cantos Uitoto))                                         | 0:31     |  |
| 7.    | «Despedida» (con EMI de No Te Va Gustar)                                                                                             | 3:51     |  |
| 8.    | «Canto de danta» (Cantos de los Yaguas)                                                                                              | 0:33     |  |
| 9.    | «Puerto carretera» (con Pulpul de Ska-P y Goy Karamelo)                                                                              | 2:59     |  |
| 10.   | «Tika "Pájaro Ardilla"» (Cantos Tikunas)                                                                                             | 0:18     |  |
| 11.   | «Cómo» (con Ulises Hadjis, Alfonso André de Caifanes (banda), Catalina de Monsieur Periné, Chucho Merchán y Walka)                   | 3:58     |  |
| 12.   | «Niku Mire Ramiga Uyureca Ramiga "Canción Culebra"» (Cantos Uitoto)                                                                  | 0:23     |  |
| 13.   | «Selva Cumbia» (con Celso Piña y Gustavo Cordera y La Caravana Mágica)                                                               | 3:25     |  |
| 14.   | «Kururu "Sapo"» (Cantos Tikunas) | 0:37     |  |
| 15.   | «Rio» (con Andrea Echeverry de Aterciopelados y Antombo De Profetas)                                                                 | 4:20     |  |
| 16.   | «Salva La Selva» (con Héctor Buitrago De Aterciopelados)                                                                             | 0:41     |  |
| 17.   | «Grito De La Selva» (con Che Sudaka)                                                                                                 | 2:50     |  |
| 18.   | «Timelito (Cantos De Los Kokama)» (Cantos de Los Kokama)                                                                             | 0:38     |  |
| 19.   | «Olvidamos» (con Santiago Cruz, Moska de Los Auténticos Decadentes y Chucho Merchán)                                                 | 3:06     |  |
| 20.   | «Canto De Pelejo De Altira (Cantos Del pueblo yagua)» (Canto de los Yaguas)                                                          | 0:39     |  |
| 21.   | «Serpiente Guacamayo» (con Rubén Albarrán de Café Tacvba y Felipe Sánchez de Vía Rústica)                                            | 4:16     |  |
| 22.   | «Ikara Ukuri "Canto De Dormir" (Cantos De Los Kokama)»                                                                               | 0:53     |  |
| 23.   | «Frágil Alegría» (con Pipe Onofre de Vibraterra, Elsa Y Elmar y Lucas Salcedo)                                                       | 3:23     |  |
| 24.   | «Entrevista» | 0:48     |  |
| 25.   | «Interconected» (con Vandana Shiva)                                                                                                  | 3:17     |  |
| 26.   | «Ganga Ma» (con Jhonatan de Alto Grado, Muni Das y Andrés Henao)                                                                     | 2:20     |  |
| 56:36 | |          |  |